# 謝祥昌
謝祥昌（？—17世紀），字盛甫，汀州府寧化縣人，明朝、南明軍事人物。

## 生平
謝祥昌喜歡騎馬射擊，不治生產，有人過問他，他笑說：「才識小的人也能值得驕傲！」於是變賣財產，累積千金，在揚州瓜步買下巨木，暗中以兵法部署壯丁。有一班僧侶襲擊一位孤立無助的人，他打抱不平，擊敗僧侶，因此以見義勇為聞名，北京被大順軍隊攻陷，寧化有人作亂，華玉邀請他協助防禦。隆武初年，朝廷授與謝祥昌漳州把總官職。廣東的盜寇進犯清流，他前往支援，盜寇得知後走入歸化，他跟隨其後；盗匪逃去，以功陞任守備。于華玉進入兵部，隆武帝才商議離開忠誠府，華玉和謝祥昌共同到延平拜見隆武帝；他身體雄偉，驚動旁人，得賜一面銀牌，擢升為御營都司；適逢忠誠府軍情緊急，他被調往該處，而郭維經讓他回歸。不久謝祥昌已患上風痺，無法治軍。很快隆武帝在汀州被殺的事傳出，清軍命收容劄軍效用。他說：「我是武人，懂得大義，豈能轉而侍奉別的姓氏呢！」最終並無復出。在家中經常嘆息：「郭維經誤導我，如當日我前往，與楊廷麟、萬元吉等人了事，今天已經在青天笑著卑劣的奴才了。」憂鬱而終。

## 引用
1. 1 2  錢海岳《南明史·卷四十九·列傳第二十五》：謝祥昌，字盛甫，寧化人。以任俠名。北京變聞，邑長關起。于華玉延使禦之，事以定。隆武初，授漳州把總。粵寇犯清流，祥昌往援，寇聞風走入歸化，復躡之。寇遁，以功遷守備。
2. ↑  《福建通志列传选·卷一》：謝祥昌字盛甫，寧化人。好馳馬擊刺，不治生產。或訾之；笑曰：「是斗筲者亦驕人耶！」乃變資為生，累致千金。貨巨木於揚州之瓜步，陰以兵法部勒其丁壯。有群僧合擊孤賈，祥昌不平，直前搏，群僧東西靡，賈以免。以是有任俠名。
3. ↑  錢海岳《南明史·卷四十九·列傳第二十五》：已而華玉入貳兵部，紹宗方議出忠誠，華玉偕謁延平，祥昌軀幹雄偉，動左右，賜銀牌一，擢御營都司。適忠誠急，既調往，而郭維經復請還。祥昌已感風痺，不能治軍。無何，汀州變聞，清命納箚軍前效用。祥昌曰：「吾武人，識大義，詎能更事二姓乎！」卒不出。居恒嘆：「郭宰誤我，如當日聽往，與楊、萬諸公同畢事，吾今在碧霄笑齷齪奴矣。」抑抑卒。